# Andranik Ozanian
Andranik Toros Ozanian (în armeană: Անդրանիկ Թորոսի Օզանյան) sau Zoravar Andranik (n. 25 februarie 1865 - d. 31 august 1927) a fost un general de armată și luptător pentru libertate armean. Este considerat un erou național de către poporul armean. A fost o figură cheie în cadrul mișcării armenești de eliberare națională.  De la sfârșitul secolului 19 până la începutului secolului 20, a fost unul dintre principalii lideri armeni ai eforturilor militare pentru independența Armeniei.
A devenit activ în lupta armată împotriva guvernului otoman și a trupelor neregulate kurde la sfârșitul anilor 1880. Andranik s-a alăturat partidei Federația Revoluționară Armeană (Dashnaktustyun) și, alături de alte fedayi⁠(d) (miliții), a căutat să apere țărănimea armeană ce locuia în patria lor ancestrală, un teritoriu cunoscut ca Armenia occidentală (sau turcească)⁠(d) —, la acel timp parte a Imperiului Otoman. Activitățile sale revoluționare au încetat și a părăsit Imperiul Otoman după eșuata răscoală de la Sasun din 1904⁠(d). În 1907, Andranik a părăisit Dashnaktustyun deoarece n-a fost de acord cu cooperarea cu Junii Turci, o grupare care în anii ulteriori va săvârși Genocidul Armean. Între 1912 și 1913, alături de Garegin Nzhdeh, Andranik a condus câteva sute de voluntari armeni în cadrul armatei bulgare în lupta împotriva otomanilor din timpul Primului Război Balcanic.
Din primele etape ale Primului Război Mondial, Andranik a comandat primul batalion de voluntari armeni din cadrul armatei ruse în lupta împotriva Imperiului Otoman, cucerind și mai târziu guvernând patria tradițională armeană. După Revoluția din 1917, armata rusă s-a retras și a lăsat trupele neregulate armene depășite numeric de către turci. Andranik a condus defensiva la Erzurum la începutul anului 1918, dar a fost forțat să se retragă spre est. Prin 1918, forțele turce se aflau lângă Erevan —viitoarea capitală armeană —și au fost oprite prin Bătălia de la Sardarabat⁠(d). Consiliul Național Armean, dominat de membrii Federației Revoluționare Armene, a declarat independența Armeniei și a semnat Tratatul de la Batum cu Imperiul Otoman, prin care Armenia a renunțat la drepturile sale asupra Armeniei Occidentale. Andranik n-a acceptat niciodată existența Primei Republici Armene deoarece aceasta includea doar o mică parte a teritoriului pe care mulți armeni sperau să-l facă independent. Andranik, independent de Republica Armenia, a luptat în Zangezur împotriva armatelor turcești și azere.
Andranik a părăsit Armenia în 1919 din cauza dezacordurilor cu guvernul armean și și-a petrecut ultimii ani din viață în Europa și Statele Unite, căutând ușurare pentru refugiații armeni. S-a stabilit la Fresno, California în 1922 și a murit câțiva ani mai târziu, în 1927. Andranik este foarte admirat ca erou național de armeni; numeroase statui ale sale au fost construite în mai multe țări. Străzi și piețe au fost numite după Andranik și s-au scris cântece, poezii și romane despre el, făcându-l personaj legendar în cultura armeană.

## Biografie
S-a născut în Shabinkarahisar, parte a Armeniei sub ocupație otomană (în prezent, provincia Giresun din Turcia). După ce și-a pierdut soția și fiul la o vârstă fragedă, s-a înrolat în mișcarea armenească pentru libertate din Imperiul Otoman și a fost membru în numeroase partide politice. Andranik a participat în Războiul Balcanic între 1912-1913. După ce a fost arestat și încarcerat, a petrecut o perioadă de vreme în Istanbul.
În timpul primului război mondial, a participat în Campania Caucazului și a fost numit general al unităților voluntare armenești din cadrul armatei rusești. A participat la 20 de ofensive în urma cărora și-a câștigat faimă dând dovadă de un deosebit curaj și aplicând tactici de luptă eficace în înfrângerea adversarilor. A fost ofițerul de comandă al trupelor armenești voluntare care au ajutat mișcarea de rezistență Van să preia controlul orașului Van, în 6 mai 1915. El a fost de asemenea și comandantul batalionului care a preluat comanda orașului Bitlis de sub ocupația otomană.
După declarația de independență a Republicii Armenia, Andranik a organizat și luptat în unități de voluntari pregătite să se apere împotriva ofensivei armatei otomane. Activitatea acestor unități a fost concentrată în zona de frontieră între Imperiul Otoman și Republica Democrată Azerbaidjan în Karabah, Zanghezur și Nahicevan. În anul 1919, Andranik a părăsit Armenia ca să evite participarea sa la lupta pentru putere din noua republică. Andranik Ozanian a trăit timp de 18 ani în orașul Fresno (California), până la moartea sa, care a avut loc la 31 august 1927.

## Film
- Zoravar Andarnik (1990) - regizor Levon Mkrtchyan